# Camino Garrigó
Camino Garrigó (18 de marzo de 1884, Pamplona, Navarra - 1954, Barcelona) fue una actriz española que participó en más de cuarenta películas, como actriz generalmente secundaria. Su fama le vino en los últimos años de su vida, interpretando papeles de anciana venerable.

## Filmografía seleccionada
- La tonta del bote (1939)
- Torbellino (1941)
- La culpa del otro (1942)
- Viaje sin destino (1942)
- El hombre que se quiso matar (1942)
- Castillo de naipes (1943)
- Huella de luz (1943)
- Mi enemigo y yo (1944)
- El clavo (1944)
- El fantasma y doña Juanita (1945)
- Cuando los ángeles duermen (1947)
- La fe (1947)
- La casa de las sonrisas (1948)
- Embrujo (1948)
- Confidencia (1948)
- Historia de una escalera (1950)
- La mujer de nadie (1950)
- El señorito Octavio (1950)
- Rostro al mar (1951)
- Sor intrépida (1952)
- El hombre que veía la muerte (1955)

## Premios
Medallas del Círculo de Escritores Cinematográficos
| Año  | Categoría               | Película                         | Resultado |
| ---- | ----------------------- | -------------------------------- | --------- |
| 1947 | Mejor actriz secundaria | La fe Cuando los ángeles duermen | Ganadora  |